# 道の駅富士川楽座

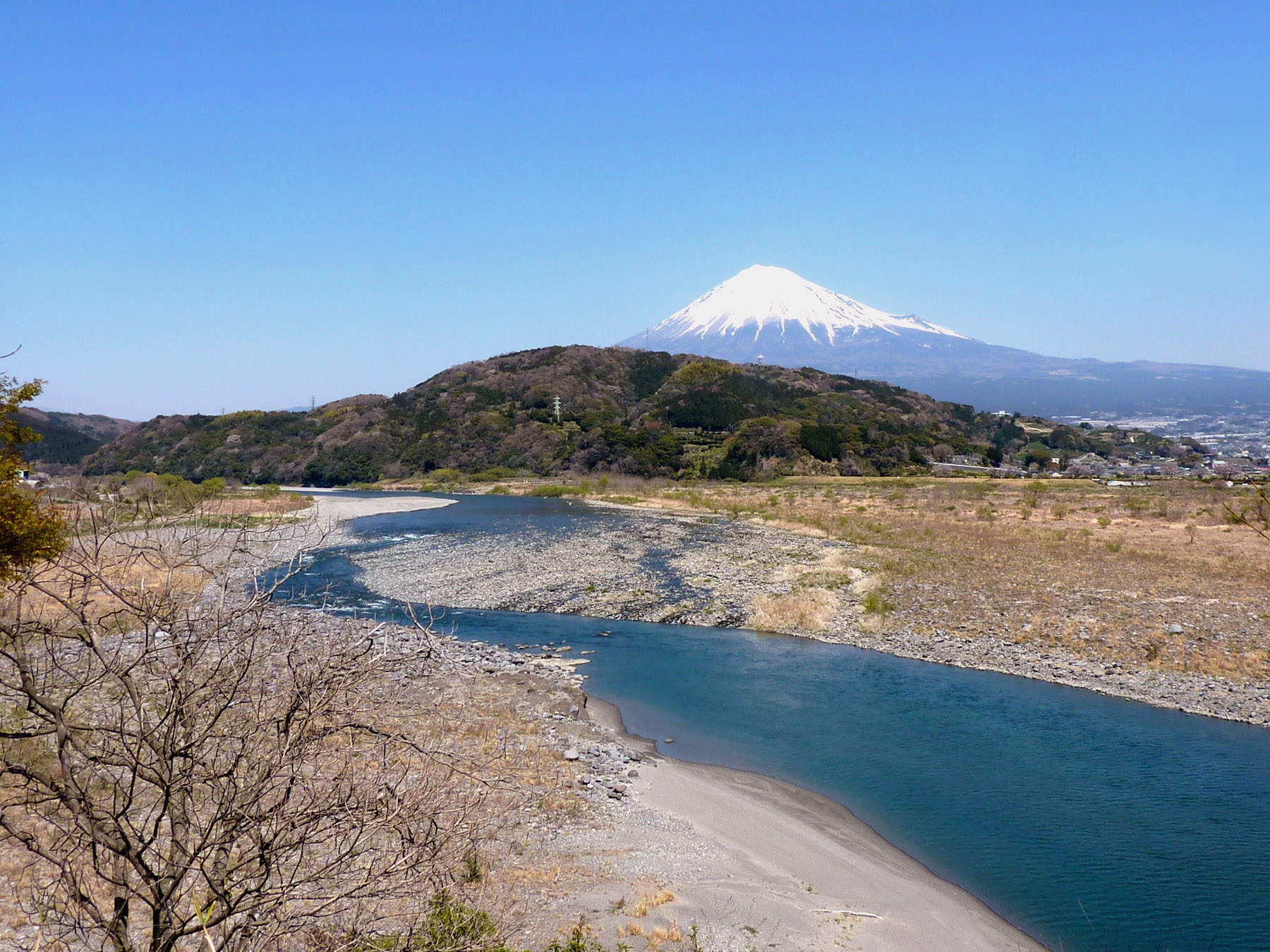
富士川楽座から望む富士山

道の駅富士川楽座（みちのえき ふじかわらくざ）は、静岡県富士市岩渕にある静岡県道10号富士川身延線の道の駅である。

## 概要

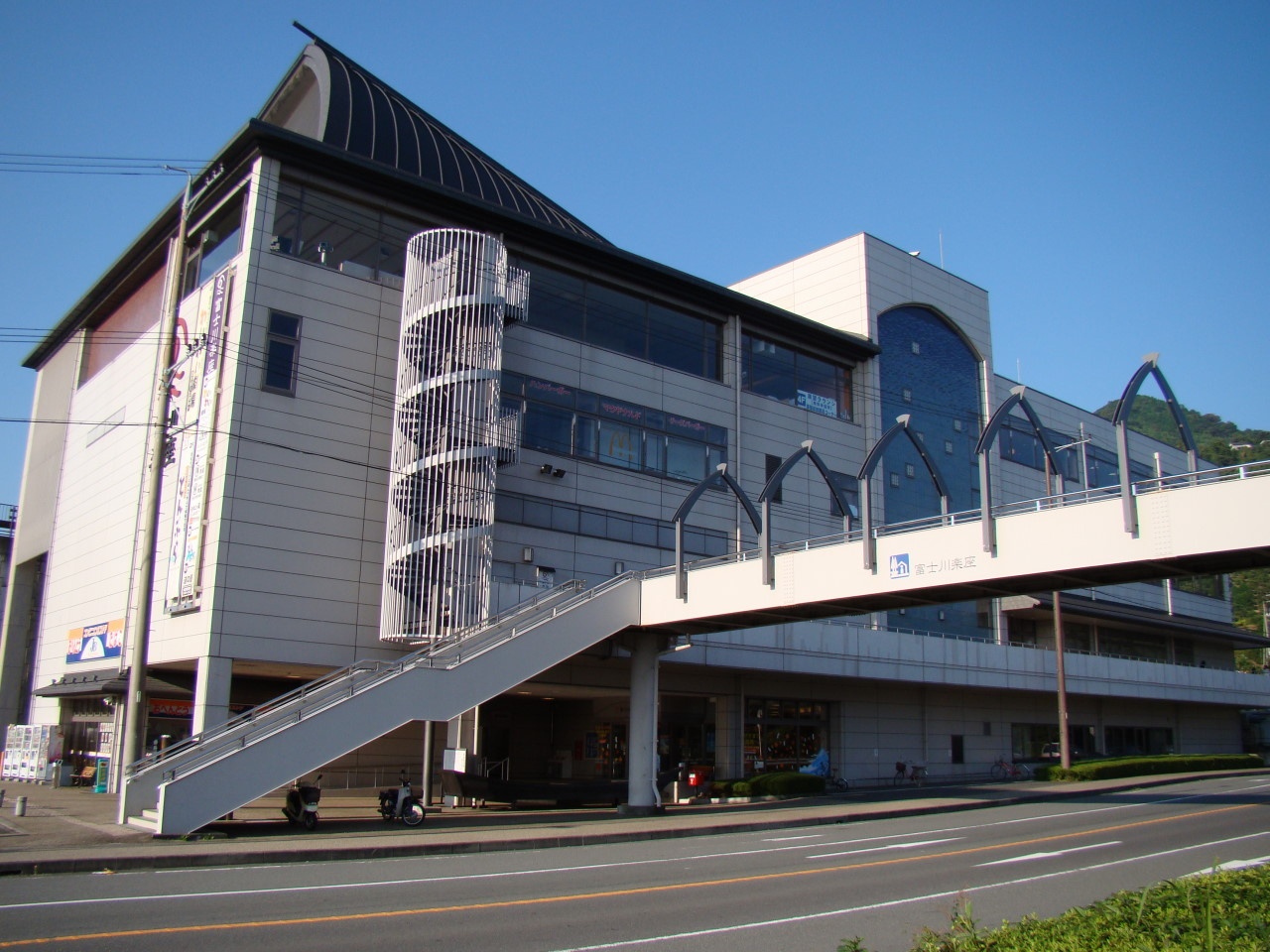
県道側より（2008年10月）

管理者は富士川まちづくり株式会社が行っている。
施設はハイウェイオアシスとして富士川サービスエリアに併設されており、東名高速道路からも利用可能（上り線東京方面のみ）で、富士川スマートインターチェンジの入口付近にある。由来は、「楽市・楽座」からとったもの。2010年4月放送の「ガイアの夜明け」（テレビ東京系列）では、日本一の集客数を誇る道の駅として紹介された。
富士川をテーマにした参加体験型の科学館にもなっており、水にまつわる展示やアトラクションがあるほか、アスレチック広場、富士川周辺の特産品が購入できる市場、飲食店がある。また「富士川楽座ヤフー店」にて、 静岡県内各地の特産品、地元農産品やオリジナルプラネタリウム番組作品のCDを購入することができる。

## 施設
- トイレ
  - 男：大 7器（2器）、小 14器（3器）
  - 女：10器（4器）
  - 身障者用：5器（1器）

※（）内は24時間使用可能

### 屋外
1階側に昔、富士川を縦断していた高瀬舟が展示してあった。
- 駐車場
  - 普通車：270台
  - 大型車：10台
  - 身障者用：4台
- バス停留所（富士川楽座）
- スナック（8：00 - 21：00）
  - 高速道路側にある軽食コーナー。
- 自動販売機
- 大観覧車 Fuji Sky View（フジスカイビュー）[3]

### 屋内
- 5階
  - マッサージ機コーナー
- 4階

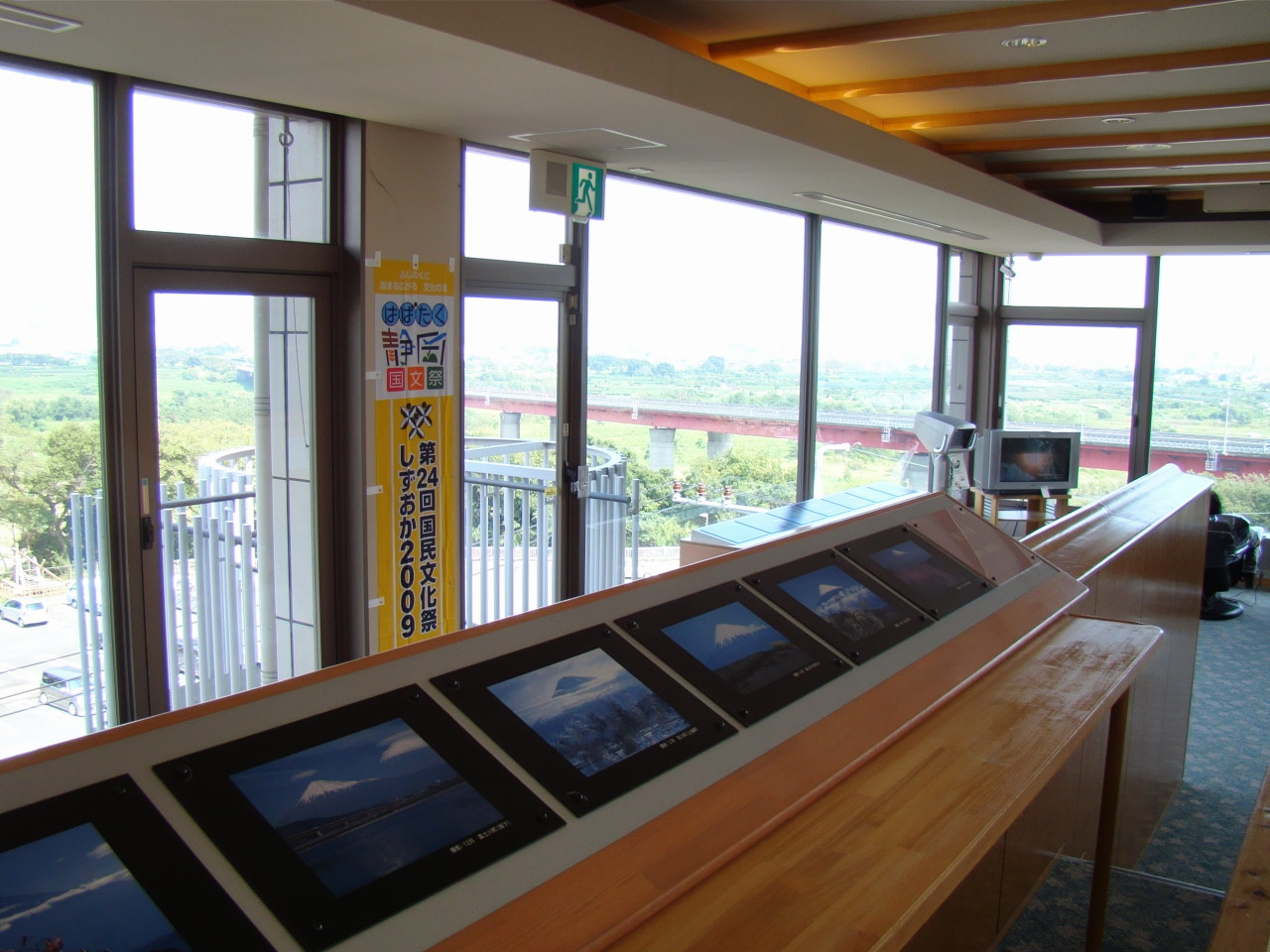
展望ラウンジ（2008年9月）
  - パノラマレストラン駿河路（10：00 - 20：00） - 由比漁港名産の桜エビを使った「桜エビかき揚げ丼」などが食べられる。窓からは富士川が一望できる。
  - わいわい劇場（10：00 - 16：00） - 直径14mのドームシアター。常設でプラネタリウムメガスターIIBを設置。2011年7月に「もっとも先進的なプラネタリウム」として、ギネス世界記録に認定される。
  - 展望ラウンジ（8：00 - 21：00） - 晴れた日には、富士山から駿河湾までを一望できる。ソファーやマッサージ機が置かれている。元旦には、初日の出を見ることもできる。
  - Cafe富士山のめぐみ（10：00 - 17：00） - 展望ラウンジ内に併設され、景色を眺めながらコーヒーを飲むことができる。コーヒーには、富士山のミネラルウォーターを使用している。
  - 富士山のめぐみ本舗（9：00 - 17：00） - 静岡県商工会連合と連携し、静岡県の特産物を専門に扱う土産物店。
  - フジヤマギャラリー（9：30 - 17：00） - 富士山の写真展や企画展を開催しているギャラリー。個展などの貸出も実施。
- 3階
東名高速ハイウェイオアシス・富士川SA（上り）と連結している。
  - タリーズコーヒー（8：00 - 21：00）
  - 富士山フードコートテラス（8：00 - 21：00）
  - ショッピング（8:00 - 21:00） - 銘菓うなぎパイや、特産の桜エビやお茶を使った菓子類や、漬け物などの静岡の土産物を数多く取り揃えている。焼津産のマグロ寿司も販売している。またジブリグッズも取り扱っている。
  - 高速道路の道路状況の案内板。
- 2階
一般道北側駐車場からの入口がある。
  - 体験館どんぶら（10：00 - 16：00） - スタンプラリーや実験・工作教室などが体験できるアミューズメント施設。料金は大人600円、小人300円。
  - 戸塚洋二  ニュートリノ館（10：00 - 16：00） - ニュートリノ物理学の発展に貢献された故戸塚洋二博士の生い立ちやスーパーカミオカンデ、ニュートリノ研究などを紹介する施設。入場料は無料。
  - フリースペース・セミナールーム - セミナーやイベントスペースとして貸出をしている。
- 1階
  - 富士川まちづくり株式会社事務所
  - 富士市観光管内所・富士川楽座旅行センター（9：30 - 17：30）

## 休館日
- 年中無休

## アクセス
- 静岡県道10号富士川身延線 - 登録路線
- 山交タウンコーチ 富士川楽座バス停

## テレビ番組
- 日経スペシャル ガイアの夜明け 熱戦！道の駅パワー～地方の力が集結する“新拠点”～（2010年3月30日、テレビ東京）[4]。- 勝ち組「道の駅」の秘密を取材。